# 22184 Rudolfveltman
22184 Rudolfveltman è un asteroide della fascia principale. Scoperto nel 2000, presenta un'orbita caratterizzata da un semiasse maggiore pari a 2,2622919 UA e da un'eccentricità di 0,1782745, inclinata di 10,39165° rispetto all'eclittica.